# سس زنجبیل
سس زنجبیل (همچنین به آن سس زنجبیل کنجدی یا سس کنجد نیز گفته می‌شود) یک سس سالاد آمریکایی است که با مواد آسیای شرقی تهیه می‌شود و برای تداعی کننده غذاهای آسیای شرقی طراحی شده‌است. از سرکه برنج چاشنی شده، سیر خرد شده، پیاز چرخ شده، زنجبیل، روغن گیاهی، پیازچه، دانه کنجد، سس سویا، فلفل، عسل یا شربت ذرت و آب درست می‌شود.
سس زنجبیل کنجدی که اغلب روی سالاد در رستوران‌های ژاپنی-آمریکایی و چینی-آمریکایی سرو می‌شود، تند و شیرین است.
مواد تشکیل دهنده یک سس زنجبیل معمولی عبارتند از: آب، روغن نباتی، شکر، سس سویا، سیر، پیاز، زنجبیل، سرکه و شکر قهوه ای.